# گوین کونگ پونگ
گوین کونگ پونگ (زادهٔ ۲۱ ژانویهٔ ۱۹۹۵) یک بازیکن فوتبال اهل ویتنام است. وی در تیم ملی فوتبال ویتنام بازی کرده است.